# خیابان بو

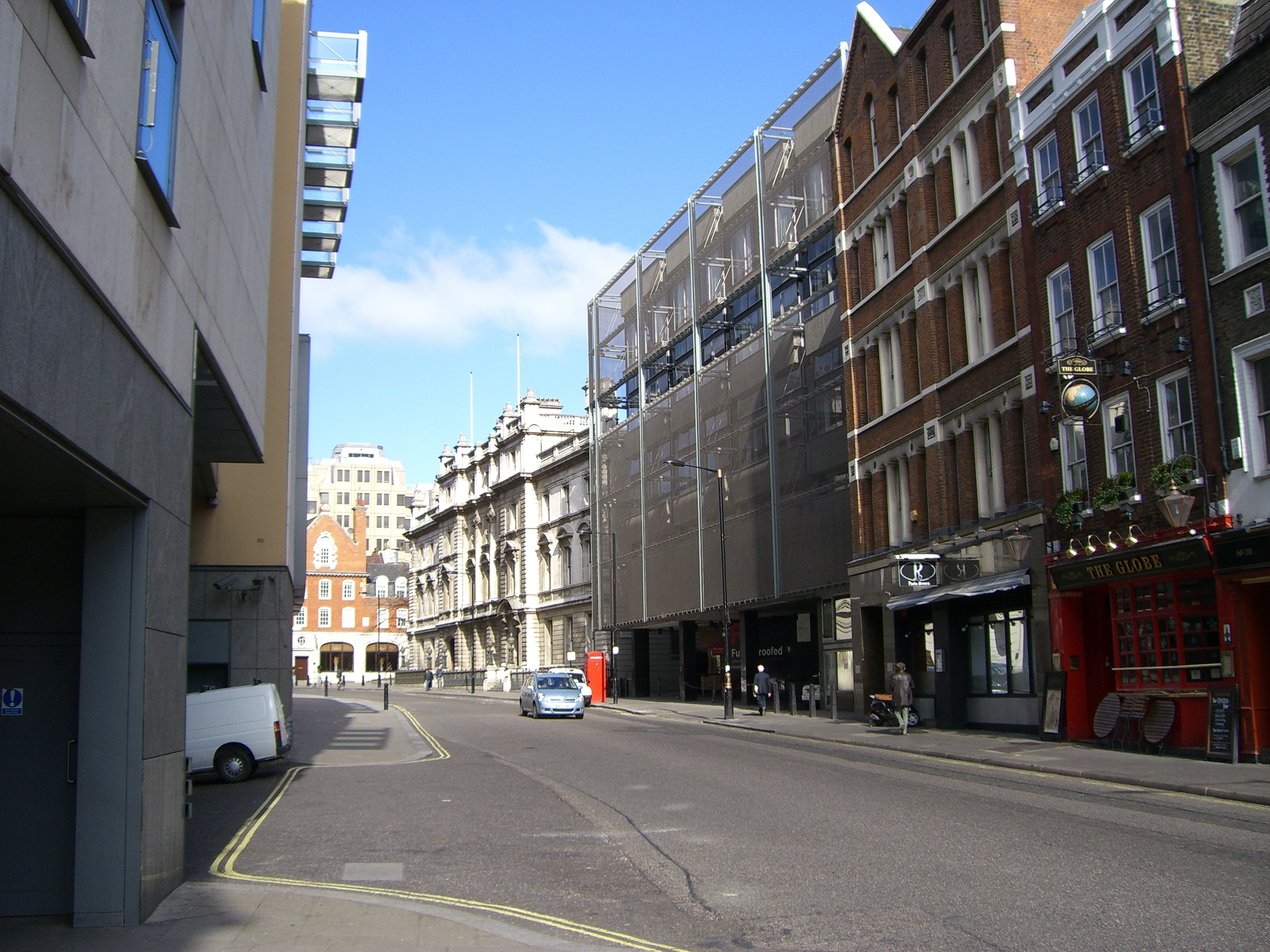
خیابان بو از دید شمالی. ساختمان دادگاه صلح خیابان بو سابق در بالا سمت راست است.

خیابان بو (به انگلیسی: Bow Street) گذرگاهی در کاونت گاردن، وست‌مینستر، لندن است.